# Jean-Paul Clébert
Jean-Paul Clébert, né Pierre Jeannin le 23 février 1926 à Neuilly-sur-Seine et mort le 20 septembre 2011, à Oppède (Vaucluse), est un écrivain français.
Il a vécu à Bonnieux et à Oppède au pied du massif du Luberon, à partir de 1956.

## Biographie
Après avoir fait ses études dans une institution religieuse, Jean-Paul Clébert rejoint la Résistance française en 1943, il a 16 ans. Après la Libération, il passe six mois en Asie puis revient en France. Il mène alors une vie clandestine dans l´univers des clochards, ce qui lui inspire son premier essai, Paris insolite en 1952, qu'il dédie à ses compagnons de dérive Robert Giraud et Robert Doisneau. L'ouvrage rate de peu le Prix Goncourt 1952, coiffé au poteau par Léon Morin, prêtre de Béatrix Beck. Une édition illustrée de photos de Patrice Molinard et mise en page par Massin paraît en 1954.

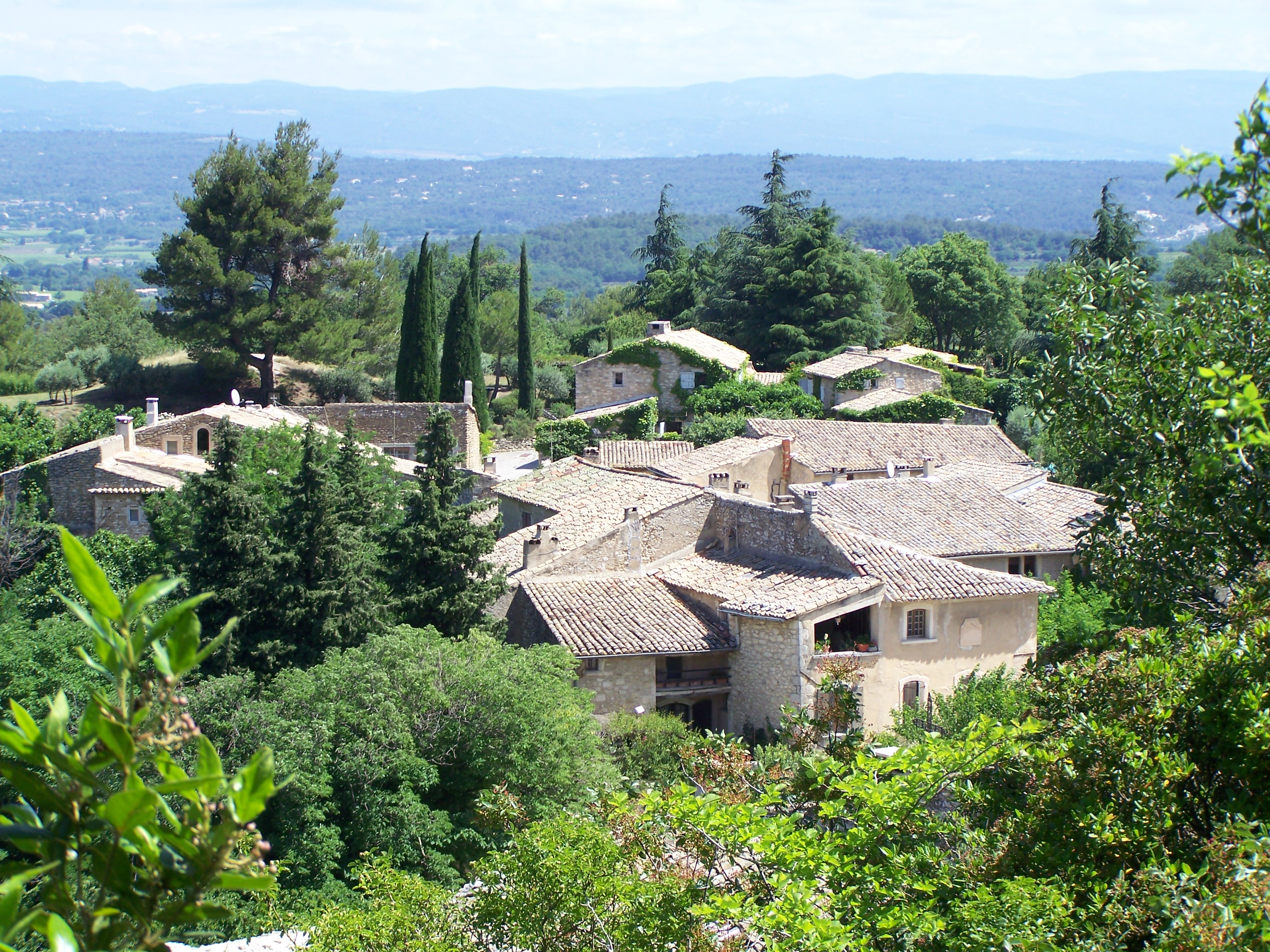
Oppède, résidence de l'écrivain, au cœur du Luberon.

Il passe encore quelque temps dans la capitale où il fréquente les derniers surréalistes et certains des cafés de Saint-Germain-des-Prés où se retrouvaient quelques-uns des participants de l'Internationale lettriste, préfiguration de l'Internationale situationniste. Durant deux ans, il est reporter en Asie pour Paris Match et pour France-Soir, avant de se retirer en 1956 dans le Luberon.
Il s'intéresse alors à l'histoire du Midi de la France et de la Provence. Il est enterré au cimetière de Bonnieux.

### Prix et distinctions
- 1988 : grand prix littéraire de Provence pour l'ensemble de son œuvre sur cette région

## Publications
- 1952 : Paris insolite, Denoël, 1952 et 1981, Le Livre de poche, 1967 ; Gallimard-Folio, 1972 ; Le Seuil/Points, 2011 ; rééd. Club du meilleur livre, authentifié par 115 photographies de Patrice Molinard, 1954 ; rééd. de la version de 1954, Paris, Attila, 2009  (ISBN 978-2917084113)
- 1953 : La Vie sauvage (ASIN B0018G5FOG)
- 1955 : Le Blockhaus (ASIN B0018GCKJE)
- 1956 : Paris que j'aime, Sun (ASIN B0000DSD7B)
- 1958 : 
  - Provence insolite, coauteur : Georges Glasberg, Grasset (ASIN B0014XQ6BO)
  - Promenades dans les rues de Paris - La rive droite de la Seine, Club des Libraires de France, Paris
  - Promenades dans les rues de Paris - La rive gauche de la Seine, Club des Libraires de France, Paris
- 1962 : Les Tziganes, éditeur Arthaud, ouvrage illustré de 64 héliogravures, 18 dessins et 2 cartes (ASIN B0000DLMFA) ; traduction 1963 : (en) The Gypsies, Vista Books (ASIN B0000CLPWG)
- 1966 : Provence antique, 1 : des origines a la conquête romaine, Laffont (ASIN B0010V5VD4)
- 1967 : Rêver de Provence - Côte d'Azur, Vilo (ASIN B0000DLUBH)
- 1968 : Histoire et guide de la France secrète, coauteur Aimé Michel, Encyclopédie planète (ASIN B0000DSMJN)
- 1968 : Le Silence, l'Exil et La Ruse, Denoël
- 1970 : Provence antique, 2 : l'époque gallo-romaine, Laffont (ASIN B0000DOWVG)
- 1971 : Bestiaire fabuleux, Albin Michel
- 1973 : « L'homme et la nature », tract numéro 138-139, éditions des Jeunes Naturalistes, Cercles des jeunes naturalistes
- 1974 : Priking, éditions Collins (anglais)  (ISBN 978-0002166522)
- 1975 : Tsiganes et gitans (photogr. Hans Silvester), Paris, Chêne, 1975, 229 p. (ISBN 2-85108-021-0), réédition 2011 La Martinière
- 1978 : L'Incendie du bazar de la Charité : 4 mai 1897 : roman vrai, Denoël
- 1979 : Les Carrières de Lacoste, eaux-fortes de Michel Moskovtchenko
- 1981 : Fort Chabrol (1899), Denoël  (ISBN 978-2207226957)
- 1983 : L'amour, l'argent et la folie (l'affaire Jean Mistral). Jean-Claude Lattès.
- 1983 : Mistral ou l'empire du soleil. Ed. Jean-Claude Lattès
- 1984 : Mémoire du Luberon, Herscher  (ISBN 978-2733500767)
- 1986 : La Provence de Pagnol, Edisud  (ISBN 978-2857443766)
- 1986 : L'Ermite, Albin Michel, roman  (ISBN 978-2226021380)
- 1988 : Les Daudet, une famille bien française, 1840 1940, Presses de la Renaissance  (ISBN 978-2856164549)
- 1989 : Femmes d'artistes, Presses de la Renaissance  (ISBN 978-2856164990)
- 1992 : Guide de la Provence mystérieuse, Sand et Tchou  (ISBN 978-2710703594)
- 1992 : Guide de la France thermale, Horay, guide  (ISBN 978-2705800246)
- 1992 : Provence antique, 3 : Aux temps des premiers chrétiens  (ISBN 978-2-221-06761-1)
- 1992 : La Littérature à Paris : l'histoire, les lieux, la vie littéraire, Bordas ; rééd. Larousse, 1999  (ISBN 978-2035080042)
- 1993 : Provence, Éditions de La Martinière  (ISBN 978-2732420332)
- 1994 : L'Alchimiste du Roi-Soleil, Albin Michel, roman  (ISBN 978-2226069160)
- 1995 : La Durance, Privat  (ISBN 978-2708995031)
- 1996 : Dictionnaire du surréalisme, Seuil  (ISBN 2020245884)
- 1996 : De Provence, Nathan  (ISBN 978-2092846766)
- 1996 : Histoire de la fin du monde, de l'an mil à l'an 2000, Belfond  (ISBN 978-2714431370) ; traduction 1997 : (de) Der Untergang der Welt, Lübbe  (ISBN 978-3404641482)
- 1998 : Vivre en Provence, Éditions de l'Aube  (ISBN 978-2876781313)
- 2000 : L'Esprit des hauts lieux, Albin Michel, roman  (ISBN 978-2226027009)
- 2001 : Les Fêtes provençales, coauteurs : Josiane Aoun et Béatrice Tollu, Aubanel, coll. « Nature Cote Sud »  (ISBN 978-2700602463)
- 2003 : Prophéties de Nostradamus : Les Centuries, texte intégral (1555-1568), Dervy  (ISBN 978-2844542601)
- 2004 : Histoires et légendes de la Provence mystérieuse, Sand & Tchou  (ISBN 978-2710703624)
- 2006 : Herbier provençal, Rivages  (ISBN 978-2903059644)
- 2007 : Marie Madeleine en Provence, éditions Oxus  (ISBN 978-2848980966)